# Enzo Ruiz (baloncestista)
Enzo Ruiz (Santiago del Estero, Argentina, 28 de septiembre de 1988) es un baloncestista argentino que se desempeña como escolta en El Talar de La Liga Argentina.

## Trayectoria

### Clubes
| Club                        | País      | Año             |
| --------------------------- | --------- | --------------- |
| Argentino de Junín          | Argentina | 2005 - 2006     |
| Quimsa                      | Argentina | 2006 - 2007     |
| Asociación Española         | Argentina | 2007 - 2008     |
| Sacachispas                 | Paraguay  | 2008            |
| Unión de Sunchales          | Argentina | 2008 - 2010     |
| Del Bono                    | Argentina | 2010            |
| Ciclista Olímpico           | Argentina | 2010 - 2011     |
| Libertad                    | Argentina | 2011            |
| Estudiantes de Bahía Blanca | Argentina | 2012            |
| Sportivo 9 de Julio         | Argentina | 2012 - 2013     |
| Sionista                    | Argentina | 2013 - 2014     |
| La Salle                    | Bolivia   | 2014            |
| Lanús                       | Argentina | 2014 - 2015     |
| Quilmes                     | Argentina | 2015 - 2016     |
| Instituto                   | Argentina | 2016            |
| Quilmes                     | Argentina | 2016 - 2018     |
| Bauru                       | Brasil    | 2018 - 2019     |
| Rio Claro                   | Brasil    | 2019 - 2020     |
| Leñadores de Durango        | México    | 2020            |
| Oberá                       | Argentina | 2020 - 2021     |
| Bauru                       | Brasil    | 2021 - 2022     |
| União Corinthians           | Brasil    | 2022 - 2024     |
| Olimpia Kings               | Paraguay  | 2024            |
| Fortaleza Basquete Cearense | Brasil    | 2025            |
| El Talar                    | Argentina | 2025 - Presente |

## Selección nacional
Ruiz fue miembro de los seleccionados juveniles de baloncesto de Argentino, siendo parte del plantel que se consagró campeón en el Sudamericano Sub-17 de 2005 y del que participó del Mundial Sub-19 de 2007.